# A133 road
Die A133 road (englisch für Straße A133) ist als eine teilweise als Primary route ausgewiesene Straße, die von der A12 road westlich von Colchester durch diese Stadt nach Ostsüdosten führt, bis sie den Sporn (spur) der A120 road, der von Hare Green kommt, aufnimmt und zur Primary route wird. Bei Weeley biegt sie in einem Kreisverkehr nach Süden ab (die Fortsetzung geradeaus ist die B1033 road nach Frinton-on-Sea) und führt in das an der Nordsee gelegene Clacton-on-Sea, wo sie endet.